# Кубок Англії з футболу 2015—2016
Кубок Англії з футболу 2015–2016 — 135-й розіграш найстарішого кубкового футбольного турніру у світі, Кубка виклику Футбольної Асоціації, також відомого як Кубок Англії.

## Календар
| Раунд                        | Клуби | Ліги, що беруть участь в цьому раунді     |
| ---------------------------- | ----- | ----------------------------------------- |
| Додатковий попередній раунд  | 184   | -                                         |
| Попередній раунд             | 160   | -                                         |
| Перший раунд кваліфікації    | 116   | -                                         |
| Другий раунд кваліфікації    | 80    | -                                         |
| Третій раунд кваліфікації    | 40    | -                                         |
| Четвертий раунд кваліфікації | 32    | -                                         |
| Перший раунд                 | 124   | Перша футбольна ліга Друга футбольна ліга |
| Другий раунд                 | 84    | -                                         |
| Третій раунд                 | 64    | Прем'єр-ліга Чемпіонат Футбольної Ліги    |
| Четвертий раунд              | 32    | -                                         |
| П'ятий раунд                 | 16    | -                                         |
| Шостий раунд                 | 8     | -                                         |
| Півфінали                    | 4     | -                                         |
| Фінал                        | 2     | -                                         |

## Кваліфікаційні раунди
Усі клуби, що беруть участь у змаганнях, але не грають Прем'єр-лізі або в Чемпіоншипі повинні пройти кваліфікаційні раунди.

## Перший раунд
На цій стадії турніру розпочали грати клуби з Першої та Другої ліг.
Матчі пройшли 6-9 листопада 2015 року.
| Дата                      | Господарі                 | Рахунок | Гості                     | Глядачі |
| ------------------------- | ------------------------- | ------- | ------------------------- | ------- |
| 6 листопада               | Солфорд Сіті (7)          | 2:0     | Ноттс Каунті (4)          | 1400    |
| 7 листопада               | Бертон Альбіон (3)        | 0:3     | Пітерборо Юнайтед (3)     | 2517    |
| 7 листопада               | Барнет (4)                | 2:0     | Блекпул (3)               | 1869    |
| 7 листопада               | Кембридж Юнайтед (4)      | 1:0     | Бейсінгсток Таун (6)      | 2974    |
| 7 листопада               | Менсфілд Таун (4)         | 0:0     | Олдем Атлетік (3)         | 2886    |
| 17 листопада Перегравання | Олдем Атлетік (3)         | 2:0     | Менсфілд Таун (4)         | 1893    |
| 7 листопада               | Олтрингем (5)             | 1:0     | Барнслі (3)               | 2571    |
| 7 листопада               | Кру Александра (3)        | 0:1     | Істлі (5)                 | 3008    |
| 7 листопада               | Нортвіч Вікторія (8)      | 1:1     | Борхем Вуд (5)            | 502     |
| 16 листопада Перегравання | Борхем Вуд (5)            | 1:2     | Нортвіч Вікторія (8)      | 512     |
| 7 листопада               | Ковентрі Сіті (3)         | 1:2     | Нортгемптон Таун (4)      | 9124    |
| 7 листопада               | Грімсбі Таун (5)          | 5:1     | Сент-Олбанс Сіті (6)      | 2263    |
| 7 листопада               | Гартлпул Юнайтед (4)      | 1:0     | Челтнем Таун (5)          | 2287    |
| 7 листопада               | Дувр Атлетік (5)          | 1:2     | «Стауербридж» (7)         | 1392    |
| 7 листопада               | Стівенідж (4)             | 3:0     | Джиллінгем (3)            | 1619    |
| 7 листопада               | Міллволл (3)              | 3:1     | Файлд (6)                 | 3445    |
| 7 листопада               | Волсолл (3)               | 2:0     | Флітвуд Таун (3)          | 2532    |
| 7 листопада               | Бері (3)                  | 4:0     | Віган Атлетік (3)         | 3856    |
| 7 листопада               | Портсмут (4)              | 2:1     | Маклсфілд Таун (5)        | 9834    |
| 7 листопада               | Шеффілд Юнайтед (3)       | 3:0     | Вустер Сіті (6)           | 11108   |
| 7 листопада               | Барвел (7)                | 0:2     | Веллінг Юнайтед (5)       | 843     |
| 7 листопада               | Кроулі Таун (4)           | 1:2     | Лутон Таун (4)            | 1929    |
| 7 листопада               | Донкастер Роверз (3)      | 2:0     | Стейлібрідж Селтік (6)    | 3991    |
| 7 листопада               | Дагенгем енд Редбрідж (4) | 0:0     | Моркам (4)                | 900     |
| 17 листопада Перегравання | Моркам (4)                | 2:4     | Дагенгем енд Редбрідж (4) | 1176    |
| 7 листопада               | Лейтон Орієнт (4)         | 6:1     | Стейнс Таун (7)           | 2287    |
| 7 листопада               | Аккрінгтон Стенлі (3)     | 3:2     | Йорк Сіті (4)             | 1475    |
| 7 листопада               | Сканторп Юнайтед (3)      | 2:1     | Саутенд Юнайтед (3)       | 3335    |
| 7 листопада               | Вімблдон (4)              | 1:2     | Форест Грін Роверс (5)    | 2465    |
| 7 листопада               | Плімут Аргайл (4)         | 0:2     | Карлайл Юнайтед (4)       | 6005    |
| 7 листопада               | Рочдейл (3)               | 3:1     | Свіндон Таун (3)          | 2060    |
| 7 листопада               | Велдстоун (6)             | 2:6     | Колчестер Юнайтед (3)     | 2440    |
| 8 листопада               | Вайтхок (6)               | 5:3     | Лінкольн Сіті (5)         | 1342    |
| 8 листопада               | Гейнсборо Триніті (6)     | 0:1     | Шрусбері Таун (3)         | 2180    |
| 8 листопада               | Мейдстон Юнайтед (6)      | 0:1     | Йовіл Таун (4)            | 2811    |
| 8 листопада               | Брейнтрі Таун (5)         | 1:1     | Оксфорд Юнайтед (4)       | 1248    |
| 17 листопада Перегравання | Оксфорд Юнайтед (4)       | 3:1     | Брейнтрі Таун (5)         | 3265    |
| 8 листопада               | Дідкот Таун (8)           | 0:3     | Ексетер Сіті (4)          | 2707    |
| 8 листопада               | Галіфакс Таун (5)         | 0:4     | Вікем Вондерерз (4)       | 1789    |
| 8 листопада               | Бреклі Таун (6)           | 2:2     | Ньюпорт Каунті (4)        | 1707    |
| 17 листопада Перегравання | Ньюпорт Каунті (4)        | 4:1     | Бреклі Таун (6)           | 1511    |
| 8 листопада               | Порт Вейл (3)             | 1:1     | Мейденхед Юнайтед (6)     | 3977    |
| 19 листопада Перегравання | Мейденхед Юнайтед (6)     | 1:3     | Порт Вейл (3)             | 2212    |
| 8 листопада               | Бристоль Роверз (4)       | 0:1     | Чеслам Юнайтед (7)        | 5181    |
| 8 листопада               | Олдершот Таун (5)         | 0:0     | Бредфорд Сіті (3)         | 2640    |
| 18 листопада Перегравання | Бредфорд Сіті (3)         | 2:0     | Олдершот Таун (5)         | 2930    |
| 9 листопада               | Юнайтед оф Манчестер (6)  | 1:4     | Честерфілд (3)            | 2916    |

## Другий раунд
Матчі пройшли 4-7 грудня 2015 року.
| Дата                   | Господарі                 | Рахунок         | Гості                     | Глядачі |
| ---------------------- | ------------------------- | --------------- | ------------------------- | ------- |
| 4 грудня               | Солфорд Сіті (7)          | 1:1             | Гартлпул Юнайтед (4)      | 1400    |
| 15 грудня Перегравання | Гартлпул Юнайтед (4)      | 2:0 дч          | Солфорд Сіті (7)          | 4374    |
| 5 грудня               | Лейтон Орієнт (4)         | 0:0             | Сканторп Юнайтед (3)      | 2540    |
| 15 грудня Перегравання | Сканторп Юнайтед (3)      | 3:0             | Лейтон Орієнт (4)         | 3082    |
| 5 грудня               | Міллволл (3)              | 1:2             | Вікем Вондерерз (4)       | 3960    |
| 5 грудня               | Шеффілд Юнайтед (3)       | 1:0             | Олдем Атлетік (3)         | 6938    |
| 5 грудня               | Честерфілд (3)            | 1:1             | Волсолл (3)               | 4126    |
| 15 грудня Перегравання | Волсолл (3)               | 0:0 дч пен. 5:3 | Честерфілд (3)            | 2953    |
| 5 грудня               | Портсмут (4)              | 1:0             | Аккрінгтон Стенлі (3)     | 9258    |
| 5 грудня               | Стауербридж (7)           | 0:2             | Істлі (5)                 | 2086    |
| 5 грудня               | Нортгемптон Таун (4)      | 3:2             | Нортвіч Вікторія (8)      | 3837    |
| 5 грудня               | Йовіл Таун (4)            | 1:0             | Стівенідж (4)             | 2264    |
| 5 грудня               | Барнет (4)                | 0:1             | Ньюпорт Каунті (4)        | 1767    |
| 6 грудня               | Рочдейл (3)               | 0:1             | Бері (3)                  | 4887    |
| 6 грудня               | Веллінг Юнайтед (5)       | 0:5             | Карлайл Юнайтед (4)       | 2028    |
| 6 грудня               | Колчестер Юнайтед (3)     | 3:2             | Олтрингем (5)             | 2592    |
| 6 грудня               | Дагенгем енд Редбрідж (4) | 1:1             | Вайтхок (6)               | 1983    |
| 16 грудня Перегравання | Вайтхок (6)               | 2:3 дч          | Дагенгем енд Редбрідж (4) | 2174    |
| 6 грудня               | Оксфорд Юнайтед (4)       | 1:0             | Форест Грін Роверс (5)    | 4618    |
| 6 грудня               | Бредфорд Сіті (3)         | 4:0             | Чеслам Юнайтед (7)        | 6047    |
| 6 грудня               | Пітерборо Юнайтед (3)     | 2:0             | Лутон Таун (4)            | 8329    |
| 6 грудня               | Ексетер Сіті (4)          | 2:0             | Порт Вейл (3)             | 3565    |
| 6 грудня               | Кембридж Юнайтед (4)      | 1:3             | Донкастер Роверз (3)      | 3951    |
| 7 грудня               | Грімсбі Таун (5)          | 0:0             | Шрусбері Таун (3)         | 3366    |
| 15 грудня Перегравання | Шрусбері Таун (3)         | 1:0             | Грімсбі Таун (5)          | 2730    |

## Третій раунд
Матчі пройшли 8-10 січня 2016 року.
| Дата                  | Господарі             | Рахунок         | Гості                        | Глядачі |
| --------------------- | --------------------- | --------------- | ---------------------------- | ------- |
| 8 січня               | Ексетер Сіті (4)      | 2:2             | Ліверпуль                    | 8298    |
| 20 січня Перегравання | Ліверпуль             | 3:0             | Ексетер Сіті (4)             | 43292   |
| 9 січня               | Вотфорд               | 1:0             | Ньюкасл Юнайтед              | 18259   |
| 9 січня               | Вест-Бромвіч Альбіон  | 2:2             | Бристоль Сіті (2)            | 24917   |
| 19 січня Перегравання | Бристоль Сіті (2)     | 0:1             | Вест-Бромвіч Альбіон         | 15185   |
| 9 січня               | Вест Гем Юнайтед      | 1:0             | Вулвергемптон Вондерерз (2)  | 34547   |
| 9 січня               | Гартлпул Юнайтед (4)  | 1:2             | Дербі Каунті (2)             | 4860    |
| 9 січня               | Колчестер Юнайтед (3) | 2:1             | Чарльтон Атлетик (2)         | 5742    |
| 9 січня               | Пітерборо Юнайтед (3) | 2:0             | Престон Норт-Енд (2)         | 7665    |
| 9 січня               | Нортгемптон Таун (4)  | 2:2             | Мілтон Кінз Донз (2)         | 5878    |
| 19 січня Перегравання | Мілтон Кінз Донз (2)  | 3:0             | Нортгемптон Таун (4)         | 15133   |
| 9 січня               | Арсенал               | 3:1             | Сандерленд                   | 59349   |
| 9 січня               | Іпсвіч Таун (2)       | 2:2             | Портсмут (4)                 | 17020   |
| 19 січня Перегравання | Портсмут (4)          | 2:1             | Іпсвіч Таун (2)              | 15179   |
| 9 січня               | Бірмінгем Сіті (2)    | 1:2             | Борнмут                      | 13140   |
| 9 січня               | Вікем Вондерерз (4)   | 1:1             | Астон Вілла                  | 9298    |
| 19 січня Перегравання | Астон Вілла           | 2:0             | Вікем Вондерерз (4)          | 20706   |
| 9 січня               | Шеффілд Венсдей (2)   | 2:1             | Фулгем (2)                   | 15244   |
| 9 січня               | Брентфорд (2)         | 0:1             | Волсолл (3)                  | 7950    |
| 9 січня               | Бері (3)              | 0:0             | Бредфорд Сіті (3)            | 6962    |
| 19 січня Перегравання | Бредфорд Сіті (3)     | 0:0 дч пен. 2:4 | Бері (3)                     | 6227    |
| 9 січня               | Манчестер Юнайтед     | 1:0             | Шеффілд Юнайтед (3)          | 74284   |
| 9 січня               | Евертон               | 2:0             | Дагенгем енд Редбрідж (4)    | 30918   |
| 9 січня               | Саутгемптон           | 1:2             | Крістал Пелес                | 30763   |
| 9 січня               | Істлі (5)             | 1:1             | Болтон Вондерерз (2)         | 5250    |
| 19 січня Перегравання | Болтон Вондерерз (2)  | 3:2             | Істлі (5)                    | 8287    |
| 9 січня               | Ноттінгем Форест (2)  | 1:0             | Квінз Парк Рейнджерс (2)     | 14197   |
| 9 січня               | Донкастер Роверз (3)  | 1:2             | Сток Сіті                    | 13299   |
| 9 січня               | Лідс Юнайтед (2)      | 2:0             | Ротерем Юнайтед (2)          | 16039   |
| 9 січня               | Гаддерсфілд Таун (2)  | 2:2             | Редінг (2)                   | 9236    |
| 19 січня Перегравання | Редінг (2)            | 5:2             | Гаддерсфілд Таун (2)         | 8119    |
| 9 січня               | Мідлсбро (2)          | 1:2             | Бернлі (2)                   | 18286   |
| 9 січня               | Норвіч Сіті           | 0:3             | Манчестер Сіті               | 24507   |
| 9 січня               | Галл Сіті (2)         | 1:0             | Брайтон енд Гоув Альбіон (2) | 10706   |
| 10 січня              | Оксфорд Юнайтед (4)   | 3:2             | Свонсі Сіті                  | 11673   |
| 10 січня              | Челсі                 | 2:0             | Сканторп Юнайтед (3)         | 41625   |
| 10 січня              | Карлайл Юнайтед (4)   | 2:2             | Йовіл Таун (4)               | 3357    |
| 19 січня Перегравання | Йовіл Таун (4)        | 1:1 дч пен. 4:5 | Карлайл Юнайтед (4)          | 4114    |
| 10 січня              | Тоттенгем Готспур     | 2:2             | Лестер Сіті                  | 35805   |
| 20 січня Перегравання | Лестер Сіті           | 0:2             | Тоттенгем Готспур            | 30006   |
| 10 січня              | Кардіфф Сіті (2)      | 0:1             | Шрусбері Таун (3)            | 4782    |
| 18 січня              | Ньюпорт Каунті (4)    | 1:2             | Блекберн Роверз (2)          | 5083    |

## Четвертий раунд
Матчі пройшли 29-31 січня 2016 року.
| Дата                   | Господарі             | Рахунок         | Гості                 | Глядачі |
| ---------------------- | --------------------- | --------------- | --------------------- | ------- |
| 29 січня               | Дербі Каунті (2)      | 1:3             | Манчестер Юнайтед     | 31134   |
| 30 січня               | Колчестер Юнайтед (3) | 1:4             | Тоттенгем Готспур     | 9920    |
| 30 січня               | Вест-Бромвіч Альбіон  | 2:2             | Пітерборо Юнайтед (3) | 22517   |
| 10 лютого Перегравання | Пітерборо Юнайтед (3) | 1:1 дч пен. 3:4 | Вест-Бромвіч Альбіон  | 10632   |
| 30 січня               | Болтон Вондерерз (2)  | 1:2             | Лідс Юнайтед (2)      | 17336   |
| 30 січня               | Арсенал               | 2:1             | Бернлі (2)            | 59932   |
| 30 січня               | Редінг (2)            | 4:0             | Волсолл (3)           | 13367   |
| 30 січня               | Шрусбері Таун (3)     | 3:2             | Шеффілд Венсдей (2)   | 5699    |
| 30 січня               | Ноттінгем Форест (2)  | 0:1             | Вотфорд               | 24703   |
| 30 січня               | Крістал Пелес         | 1:0             | Сток Сіті             | 17062   |
| 30 січня               | Оксфорд Юнайтед (4)   | 0:3             | Блекберн Роверз (2)   | 11647   |
| 30 січня               | Портсмут (4)          | 1:2             | Борнмут               | 18901   |
| 30 січня               | Бері (3)              | 1:3             | Галл Сіті (2)         | 7064    |
| 30 січня               | Астон Вілла           | 0:4             | Манчестер Сіті        | 23636   |
| 30 січня               | Ліверпуль             | 0:0             | Вест Гем Юнайтед      | 45 360  |
| 9 лютого Перегравання  | Вест Гем Юнайтед      | 2:1 дч          | Ліверпуль             | 34433   |
| 31 січня               | Карлайл Юнайтед (4)   | 0:3             | Евертон               | 17101   |
| 31 січня               | Мілтон Кінз Донз (2)  | 1:5             | Челсі                 | 28127   |

## П'ятий раунд
Матчі пройшли 20-22 лютого 2016 року.
| Дата                   | Господарі           | Рахунок | Гості                | Глядачі |
| ---------------------- | ------------------- | ------- | -------------------- | ------- |
| 20 лютого              | Арсенал             | 0:0     | Галл Сіті (2)        | 59830   |
| 8 березня Перегравання | Галл Сіті (2)       | 0:4     | Арсенал              | 20993   |
| 20 лютого              | Редінг (2)          | 3:1     | Вест-Бромвіч Альбіон | 19566   |
| 20 лютого              | Вотфорд             | 1:0     | Лідс Юнайтед (2)     | 18336   |
| 20 лютого              | Борнмут             | 0:2     | Евертон              | 11404   |
| 21 лютого              | Блекберн Роверз (2) | 1:5     | Вест Гем Юнайтед     | 18793   |
| 21 лютого              | Тоттенгем Готспур   | 0:1     | Крістал Пелес        | 35547   |
| 21 лютого              | Челсі               | 5:1     | Манчестер Сіті       | 41594   |
| 22 лютого              | Шрусбері Таун (3)   | 0:3     | Манчестер Юнайтед    | 9370    |

## Шостий раунд
Матчі пройшли 11-13 березня 2016 року.
| Дата                   | Господарі         | Рахунок | Гості             | Глядачі |
| ---------------------- | ----------------- | ------- | ----------------- | ------- |
| 11 березня             | Редінг (2)        | 0:2     | Крістал Пелес     | 23110   |
| 12 березня             | Евертон           | 2:0     | Челсі             | 37283   |
| 13 березня             | Арсенал           | 1:2     | Вотфорд           | 58346   |
| 13 березня             | Манчестер Юнайтед | 1:1     | Вест Гем Юнайтед  | 74298   |
| 13 квітня Перегравання | Вест Гем Юнайтед  | 1:2     | Манчестер Юнайтед | 33505   |

## Півфінали
Матчі пройдуть 23-24 квітня 2016 року.
| Дата      | Господарі     | Рахунок | Гості             | Глядачі |
| --------- | ------------- | ------- | ----------------- | ------- |
| 23 квітня | Евертон       | 1:2     | Манчестер Юнайтед | 86064   |
| 24 квітня | Крістал Пелес | 2:1     | Вотфорд           | 79110   |

## Фінал
| 21 травня 2016 18:30 (WEST) |

| Крістал Пелес | 1:2 дч   | Манчестер Юнайтед     |
| ------------- | -------- | --------------------- |
| Панчеон 78'   | Протокол | Мата 81' Лінгард 110' |

| Вемблі, Лондон Глядачів: 88 619 Арбітр: Марк Клаттенбург |